# オーガスタ郡 (バージニア州)
座標: 北緯38度12分 西経79度7分 / 北緯38.200度 西経79.117度
オーガスタ郡（英: Augusta County）は、アメリカ合衆国バージニア州の中央部北に位置する郡である。2010年国勢調査での人口は73,815人であり、2000年の65,615人から12.4%増加した。郡庁所在地はスタントン市（人口23,746人）であるが、もう1つの独立市ウェインズボロ（人口21,006人）と共に、同郡の人口には含まれていない。ただし、郡の領域は両市を内包している。郡の管理事務所の多くはスタントン市に隣接する国勢調査指定地域ベローナにある。
オーガスタ郡はスタントン・ウェインズボロ大都市圏に属している。

## 歴史

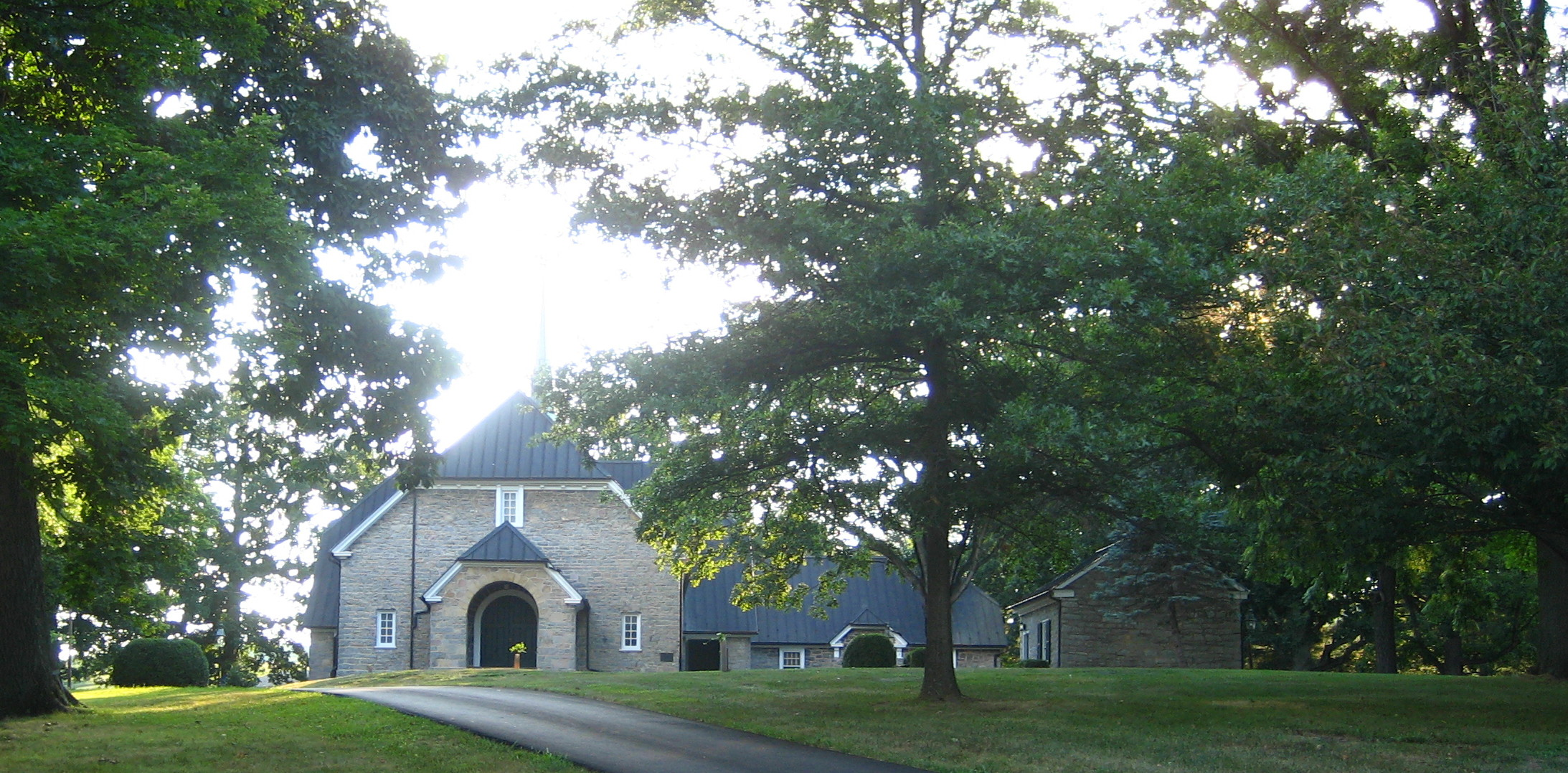
オーガスタ石の教会、1749年建設

オーガスタ郡は1738年にオレンジ郡から分離して設立された。ただし、郡政府が組織されたのは1745年になってからだった。郡名は後にイギリス王になったジョージ3世の母、王太子妃のオーガスタ・オブ・サクス＝ゴータに因んで名付けられた。
当初のオーガスタ郡は、西側の境が定義されなかったので広大な領域を持っていた。現在のウェストバージニア州の大半とケンタッキー州全土が郡内から作られ、さらにその北と西の地域、理論的には太平洋まで全ても含まれた。
1738年から1791年までオーガスタ郡の設立と分割の様子が一連の地図で見ることができる。アニメーションの地図では1617年から1995年までバージニア州とウェストバージニア州の変遷が見られる。
オーガスタ郡領域の削減は、1770年に南部からボトトート郡が作られたときに始まった。1776年西オーガスタ地区とも呼ばれていた郡西部がウェストバージニア州モノンガリア郡、オハイオ郡、バージニア州ヨホガニア郡（1786年に廃郡）となった。1778年、オハイオ川より西側の地域がイリノイ郡となった（1784年に廃郡）。北東部はロッキンガム郡に、南西部はボトトート郡の一部を合わせてロックブリッジ郡となった。1788年、北部がウェストバージニア州ハーディ郡の一部と合わせて同州ペンドルトン郡となった。1790年、西部がボトトート郡、ウェストバージニア州グリーンブライア郡の一部と合わされ、バス郡が設立され、オーガスタ郡は現在の領域になった。
南北戦争のとき、オーガスタ郡は「南軍のパン籠」の一部として重要な農作地になった。バージニア・セントラル鉄道が郡内を通ってシェナンドー・バレーとアメリカ連合国の首都リッチモンドとを繋いだ。シェナンドー・バレーでも損失が最大級になったピードモントの戦いは1864年6月5日に起こり、これに北軍が勝利したことで、スタントンが占領され、南軍の戦争遂行を支えていた多くの施設が破壊された。北軍フィリップ・シェリダンの「焼き討ち」のときも、オーガスタ郡は農場が破壊され、農家の家畜も事実上全て殺されて大きな被害となった。
長年郡庁所在地だったスタントン市は1871年に年として法人化され、1902年にオーガスタ郡を離れた。ただし、郡庁所在地は続けている。

## 地理

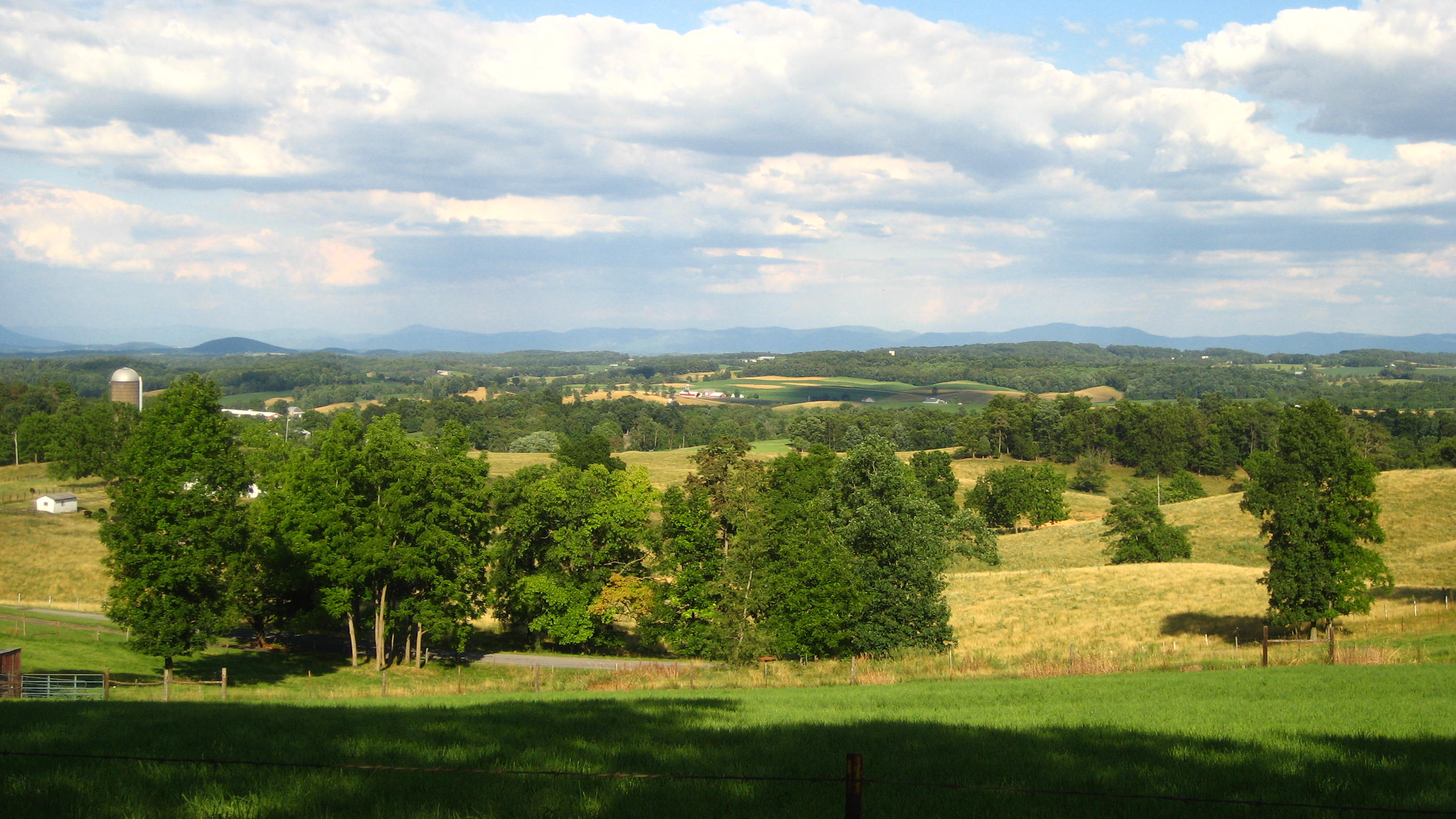
シェナンドー・バレーからブルーリッジ山脈を望む

アメリカ合衆国国勢調査局に拠れば、郡域全面積は970平方マイル (2,514.9 km2)であり、このうち陸地971平方マイル (2,512.3 km2)、水域は1平方マイル (2.6 km2)で水域率は0.06%である。

### 地区
オーガスタ郡は7つの監督地区に分割されている。ビバリーメナー、ミドルリバー、ノースリバー、パスチャーズ、リバーヘッズ、サウスリバー、ウェインの各地区である。

### 隣接する郡
- ペンドルトン郡 (ウェストバージニア州) - 北
- ロッキンガム郡 - 北東
- アルベマール郡 - 東
- ネルソン郡 - 南東
- ロックブリッジ郡 - 南西
- バス郡 - 西
- ハイランド郡 - 北西

### 国立保護地域
- ブルーリッジ・パークウェイ（部分）
- ジョージ・ワシントン国立の森（部分）
- シェナンドー国立公園（部分）

### 地域公園
- ナチュラル・チムニーズ

## 人口動態
以下は2000年国勢調査による人口統計データである。
| 基礎データ - 人口: 65,615人 - 世帯数: 24,818世帯 - 家族数: 18,911 家族 - 人口密度: 26人/km2（68人/mi2） - 住居数: 26,738軒 - 住居密度: 11軒/km2（28軒/mi2） 人種別人口構成 - 白人: 95.02% - アフリカン・アメリカン: 3.60% - ネイティブ・アメリカン: 0.15% - アジア人: 0.28% - 太平洋諸島系: 0.02% - その他の人種: 0.32% - 混血: 0.61% - ヒスパニック・ラテン系: 0.94% 年齢別人口構成 - 18歳未満: 23.7% - 18-24歳: 6.9% - 25-44歳: 29.8% - 45-64歳: 26.8% - 65歳以上: 12.8% - 年齢の中央値: 39歳 - 性比（女性100人あたり男性の人口） - 総人口: 101.1 - 18歳以上: 99.8 | 世帯と家族（対世帯数） - 18歳未満の子供がいる: 33.0% - 結婚・同居している夫婦: 63.7% - 未婚・離婚・死別女性が世帯主: 8.6% - 非家族世帯: 23.8% - 単身世帯: 20.1% - 65歳以上の老人1人暮らし: 8.1% - 平均構成人数 - 世帯: 2.56人 - 家族: 2.94人 収入と家計 - 収入の中央値 - 世帯: 43,045米ドル - 家族: 48,579米ドル - 性別 - 男性: 31,577米ドル - 女性: 24,233米ドル - 人口1人あたり収入: 19,744米ドル - 貧困線以下 - 対人口: 5.8% - 対家族数: 4.2% - 18歳未満: 6.4% - 65歳以上: 6.6% |

## 町
- クレイグスビル
- グロットーズ（部分）

### 未編入の町
| - チャーチビル - クリモラ - ドゥームズ - フィッシャービル - フォートデファイアンス - グリーンビル - ジョリビュー | - リンドハースト - ミントスプリング - マウントシドニー - マウントソロン - シェランド - スプリングヒル - スティールズタバン | - スチュアーツドラフト - スウープ - ベローナ - ウェストオーガスタ - ウェイアーズケイブ |

郡庁所在地で独立市スタントンは1902年に法人化され、同じく独立市のウェインズボロは1948年に法人化された。郡域に内包するが郡とは別の政体である。しかし管理事務所の大半はスタントンではなくベローナにある。 

## 主要雇用主
オーガスタ郡の2011年包括的財務報告書に拠れば、郡内の主要雇用主は次の通りである。
| 順位 | 雇用主                             | 従業員数 |
| ---- | ---------------------------------- | -------- |
| 1    | オーガスタ郡公共教育学区           | 1,000+   |
| 2    | オーガスタ・ヘルス                 | 1,000+   |
| 3    | マッキー・フーズ                   | 500-999  |
| 4    | ハーシー                           | 500-999  |
| 5    | ターゲット                         | 500-999  |
| 6    | AAF-マッケイ                       | 500-999  |
| 7    | ホリスター                         | 250-499  |
| 8    | ブルーリッジ・コミュニティカレッジ | 250-499  |
| 9    | オーガスタ矯正センター             | 250-499  |
| 10   | プライジェム                       | 250-499  |

## 教育
郡内の公共教育はオーガスタ郡公共教育学区が管轄している。